# Санкт-Файт-ан-дер-Гёльзен
Санкт-Файт-ан-дер-Гёльзен (нем. St. Veit an der Gölsen) — ярмарочная коммуна (нем. Marktgemeinde) в Австрии, в федеральной земле Нижняя Австрия.
Входит в состав округа Лилинфельд. Население составляет 3903 человека (на 31 декабря 2005 года). Занимает площадь 78,12 км². Официальный код — 31412.

## Политическая ситуация
Бургомистр коммуны — Рихард Хёнль (СДПА) по результатам выборов 2005 года.
Совет представителей коммуны (нем. Gemeinderat) состоит из 23 мест.

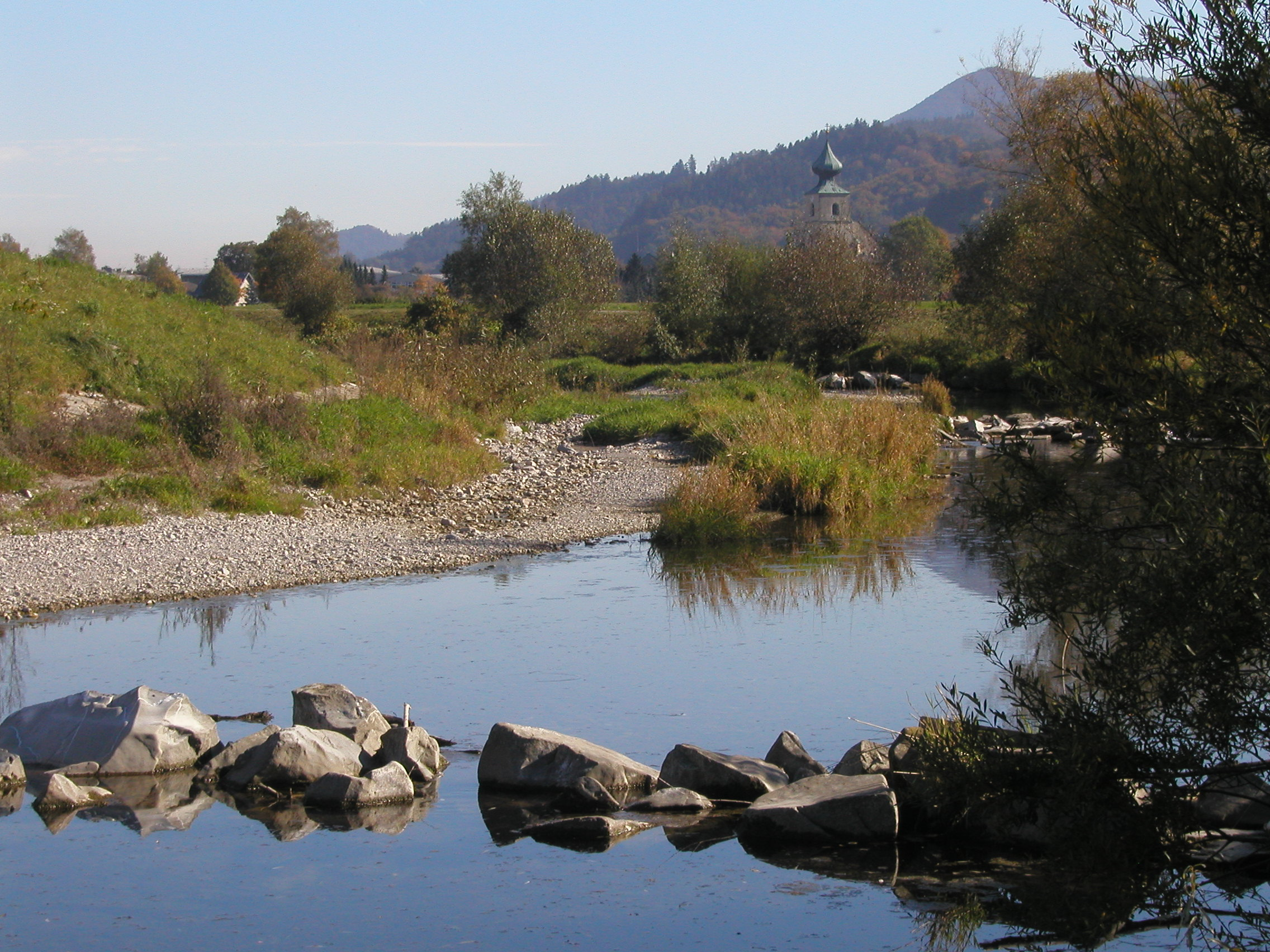

- СДПА занимает 15 мест.
- АНП занимает 8 мест.